# Rebecca Hewitt
Rebecca June Hewitt z domu Cartwright (ur. 23 lipca 1983 w Sydney) – australijska aktorka i piosenkarka.

## Młodość
Urodziła się w Sydney w Nowej Południowej Walii. Jest córką Darrela i Michelle Cartwrightów. Ma starszego brata Shauna i starszą siostrę Kristy.
Pierwsze kroki w telewizji stawiała w wieku pięciu lat, występując w reklamach.

## Kariera aktorska
Aktorski debiut zaliczyła w 1992, grając epizodyczną rolę w serialu Police Rescue. Następnie wystąpiła gościnnie w serialach Prawo miecza i Szczury wodne.
W 1998 zaczęła występować w roli Hayley Smith Lawson w operze mydlanej Zatoka serc. Za rolę w serialu czterokrotnie nominowana była do nagrody Logie w kategorii „najlepszej aktorki”; statuetkę zdobyła w 2005, wcześniej będąc nominowaną w 2001 i 2004, jak również w 2006.

## Kariera muzyczna
W 2002 podpisała kontrakt z dwiema wytwórniami muzycznymi, Warner Music Australia i East West Records. 18 listopada 2002 wydała debiutancki singiel, „All Seats Taken”, który stał się przebojem w kraju. Dwa kolejne single, „A Matter of Time” i „On the Borderline”, nie odniosły oczekiwanego sukcesu. 16 czerwca 2003 wydała pierwszy album studyjny, zatytułowany Bec Cartwright, który spotkał się z mieszanymi ocenami i otrzymał dwie z pięciu gwiazdek w opinii Smash Hits.

## Pozostałe przedsięwzięcia
23 listopada 2004 zwyciężyła w pierwszej edycji programu rozrywkowego Dancing with the Stars, w którym tańczyła w parze z Michaelem Mizinerem. W 2005 odmówiła udziału w specjalnym wydaniu programu z udziałem najlepszych zawodników z powodów prywatnych – była w ciąży. W 2017 miała poprowadzić program Dancing with the Stars, ale w listopadzie 2016 ogłoszono, że ze względu na niską oglądalność program nie zostanie wyemitowany.
W latach 2005 i 2006 otrzymała nominacje do nagrody Złotego Logie dla „najlepszej osobowości australijskiej telewizji”.

## Życie prywatne
Na planie serialu Zatoki serc poznała aktora Beau Brady’ego, z którym zaczęła spotykać się w 2000, a po czterech latach związku zaręczyła się. W grudniu 2004 poznała tenisistę Lleytona Hewitta, dla którego zakończyła związek z Bradym. Po sześciu tygodniach znajomości, 31 stycznia 2005, para zaręczyła się, a 21 lipca 2005 pobrała się w Sydney Opera House. Mają troje dzieci, Mię Rebeckę (ur. 2005), Cruza Lleytona (ur. 2008) i Avę Sydney (ur. 2010).
W kwietniu 2005 została uznana przez magazyn „FHM” „najseksowniejszą kobietą Australii i Nowej Zelandii”.
W maju 2013 w wywiadzie dla magazynu „Women’s Weekly” przyznała, że cierpi na zaburzenia obsesyjno-kompulsyjne związane z czystością w domu i sprzątaniem, a także na bezsenność.